# Roland Fleck

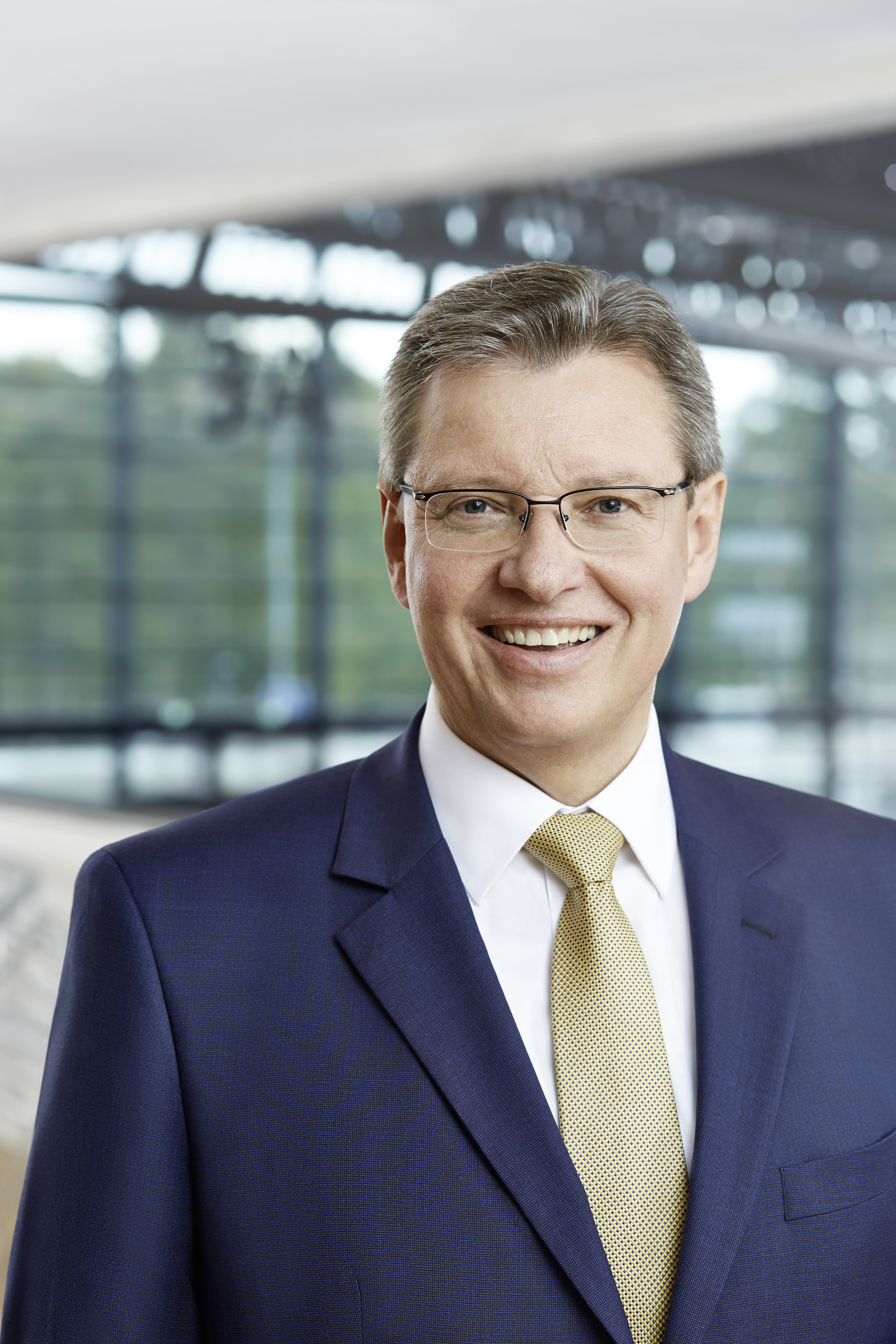
Roland Fleck

Roland Fleck (* 26. Mai 1961 in Nürnberg) ist Geschäftsführer der Messe Nürnberg Group. Er ist darüber hinaus seit 2017 Mitglied des Vorstands im Weltverband der Messewirtschaft „Union des Foires Internationales (UFI)“ (Paris). Zudem hat er den Vorsitz der Generalversammlung des griechischen Messeveranstalters Forum S.A. (Athen), des Board of Directors der NürnbergMesse China Co. Ltd. (Shanghai) sowie des Meeting of the Shareholders der NürnbergMesse Brasil Ltda. (São Paulo) inne. Weitere Mandate hat er im Aufsichtsrat der Bayerischen Landesbank sowie im Stiftungsrat der Schöller-Stiftungen. Fleck ist zudem seit 2022 Honorar-Professor an der Hochschule Mittweida – University of Applied Sciences.

## Leben
Fleck schloss 1986 ein Studium der Betriebswirtschaft an der Wirtschafts- und Sozialwissenschaftlichen Fakultät der Friedrich-Alexander-Universität Erlangen-Nürnberg ab und promovierte 1990 zum Dr. rer. pol. mit der Dissertation „Technologiepolitik in Bayern, Deutschland und Europa“. Von 1993 bis 1996 war er Mitglied des Nürnberger Stadtrates, zuletzt stellvertretender CSU-Fraktionsvorsitzender. 1986 bis 1996 war er bei der Hypo-Bank AG, München, Berlin, London, Nürnberg beschäftigt, zuletzt als stv. Abteilungsdirektor im Firmenkundengeschäft der Niederlassung Nordbayern. 1996 bis 2011 war er berufsmäßiger Stadtrat und Wirtschaftsreferent der Stadt Nürnberg.
In diesem Zusammenhang war Fleck Aufsichtsrat der Flughafen Nürnberg GmbH, Hafen Nürnberg-Roth GmbH, NürnbergMesse GmbH, Städtische Werke Nürnberg GmbH und wbg Wohnungsbaugesellschaft mbH sowie Mitglied im „Ausschuss für Wirtschaft und Europäischen Binnenmarkt“ des Deutschen Städtetages, im Energiebeirat der Bayerischen Staatsregierung, im Kuratorium der Bayern Innovativ GmbH, zudem Bundesvorsitzender des Deutschen Wasserstraßen- und Schifffahrtsverbandes (DWSV) und stv. Verwaltungsratsvorsitzender des Deutschen Flughafenverbandes (ADV) in Berlin.

## Weitere Tätigkeiten
Darüber hinaus engagiert sich Fleck ehrenamtlich im Beirat der Gesellschaft „Freunde der Staatsoper Nürnberg“, war von 2014 bis 2019 deren Präsident und ist zudem Mitglied im Beirat der Sparkasse Nürnberg und Mitglied im Beirat des 1. FC Nürnberg. Von 1999 bis 2019 war er Vorstandsmitglied und Schatzmeister der Schwesternschaft Nürnberg vom Bayerischen Roten Kreuz e.V.

## Werke
- Technologiepolitik in Bayern, Deutschland und Europa. DUV Gabler-Vieweg-Westdeutscher Verlag, Wiesbaden, 1990
- Europäische Wirtschafts- und Währungsunion, Perspektiven von DM und ECU. Schriftenreihe der Wilhelm-Vershofen-Gesellschaft e.V., Nürnberg, 1992